# Antinatalisme

L'antinatalisme est une philosophie qui considère la naissance et la procréation des êtres sensibles (y compris les animaux non humains) comme immorale : les antinatalistes promeuvent l'idée que les humains devraient s'abstenir et, éventuellement, empêcher les autres animaux de procréer,,,,. Certaines des premières formulations survivantes de l'idée qu'il serait préférable de ne pas être né se trouvent dans la Grèce antique, . Le terme anti-natalisme (par opposition au terme natalisme ou pro-natalisme) a été utilisé probablement pour la première fois par Théophile de Giraud dans son livre L'art de guillotiner les procréateurs : Manifeste anti-nataliste. Dans les écrits universitaires et littéraires, divers arguments éthiques ont été avancés pour défendre l'antinatalisme, dont le plus important est probablement l'argument de l'asymétrie, avancé par le philosophe sud-africain David Benatar.